# Antennarius biocellatus
Antennarius biocellatus es una especie de pez del género Antennarius, familia Antennariidae. Fue descrita científicamente por Cuvier en 1817.
Se distribuye por el Pacífico Occidental: Indonesia, Nueva Guinea, Islas Salomón, Filipinas y Taiwán. La longitud estándar (LS) es de 14 centímetros. Se ha registrado a profundidades de hasta 10 metros y habita en aguas salobres.
Está clasificada como una especie marina venenosa, por lo que no es apto para el consumo.